# Altstetten
Altstetten ist ein Quartier der Stadt Zürich. Die ehemals selbständige Gemeinde Altstetten wurde 1934 eingemeindet und bildet heute zusammen mit Albisrieden den Kreis 9.

## Wappen
Blasonierung
In Gold auf rotem Dreiberg ein schwarzer Turm mit drei Zinnen
Das Wappen ist identisch mit dem Schild der Familie von Altstetten, welche 1287 erstmals erwähnt wird.

Fahne von Altstetten
Wappen von Grünau
Fahne von Grünau

## Lage und Gliederung

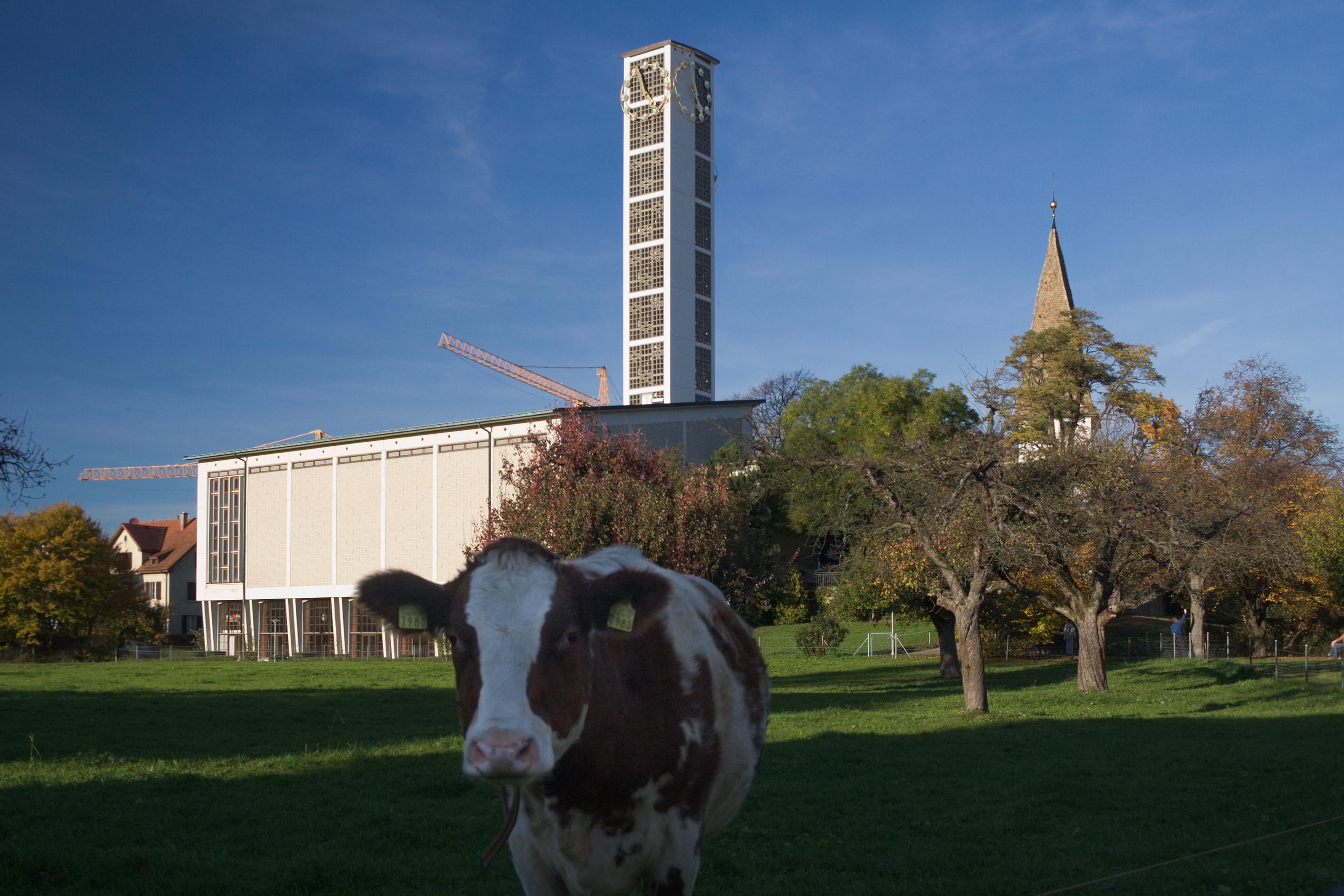
Bei den zwei reformierten Altstettener Kirchen treffen das 15. mit dem 20. Jahrhundert, die Landwirtschaft mit der Stadt aufeinander.

Altstetten liegt an den Ausläufern des Uetlibergs an der Limmat, hat rund 33'000 Einwohner und ist damit – gemäss der Einteilung des statistischen Amts der Stadt Zürich – das bevölkerungsreichste Quartier der Stadt.
Altstetten wird durch die Autobahn A1H (Zürich–Bern) und parallel dazu durch die Bahnstrecke der Schweizerischen Bundesbahnen – Teil der Hauptachse Zürich–Bern – in drei zusammenhängende Gebiete gegliedert. Nördlich der Autobahn befindet sich die Grünau, südlich der Bahnstrecken das «alte» Altstetten mit dem eigentlichen Dorfkern rund um den Lindenplatz. Zwischen den Bahnstrecken und der Autobahn liegt das Gebiet, welches im März 2005 auf den Namen Altstetten-Juch getauft wurde.

## Geschichte

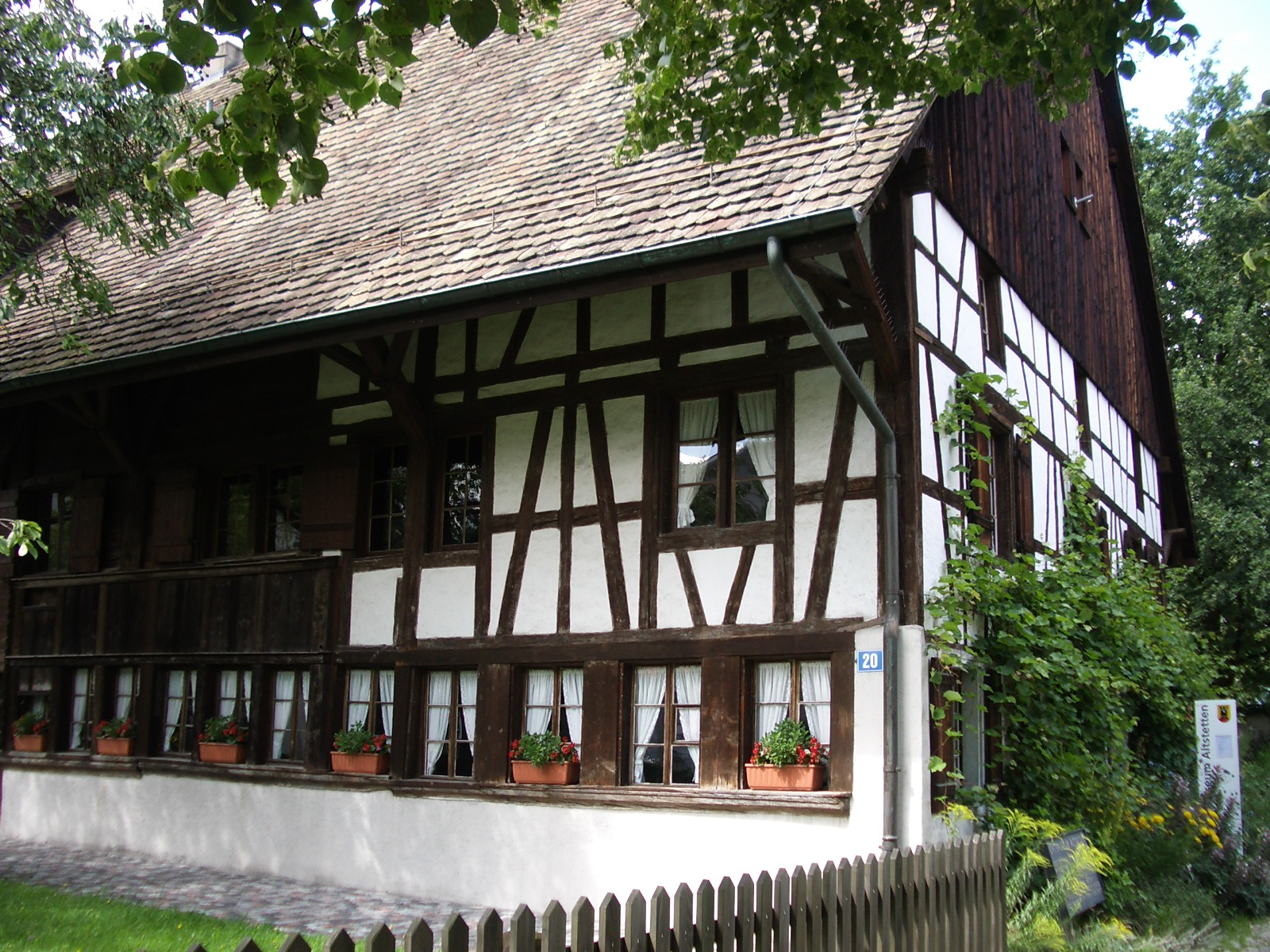
Ortsmuseum, ursprünglich Mehrreihenständerbau mit Tätschdach, um 1500 erbaut; Vorgänger-Bauernhof im 14. Jh. erwähnt

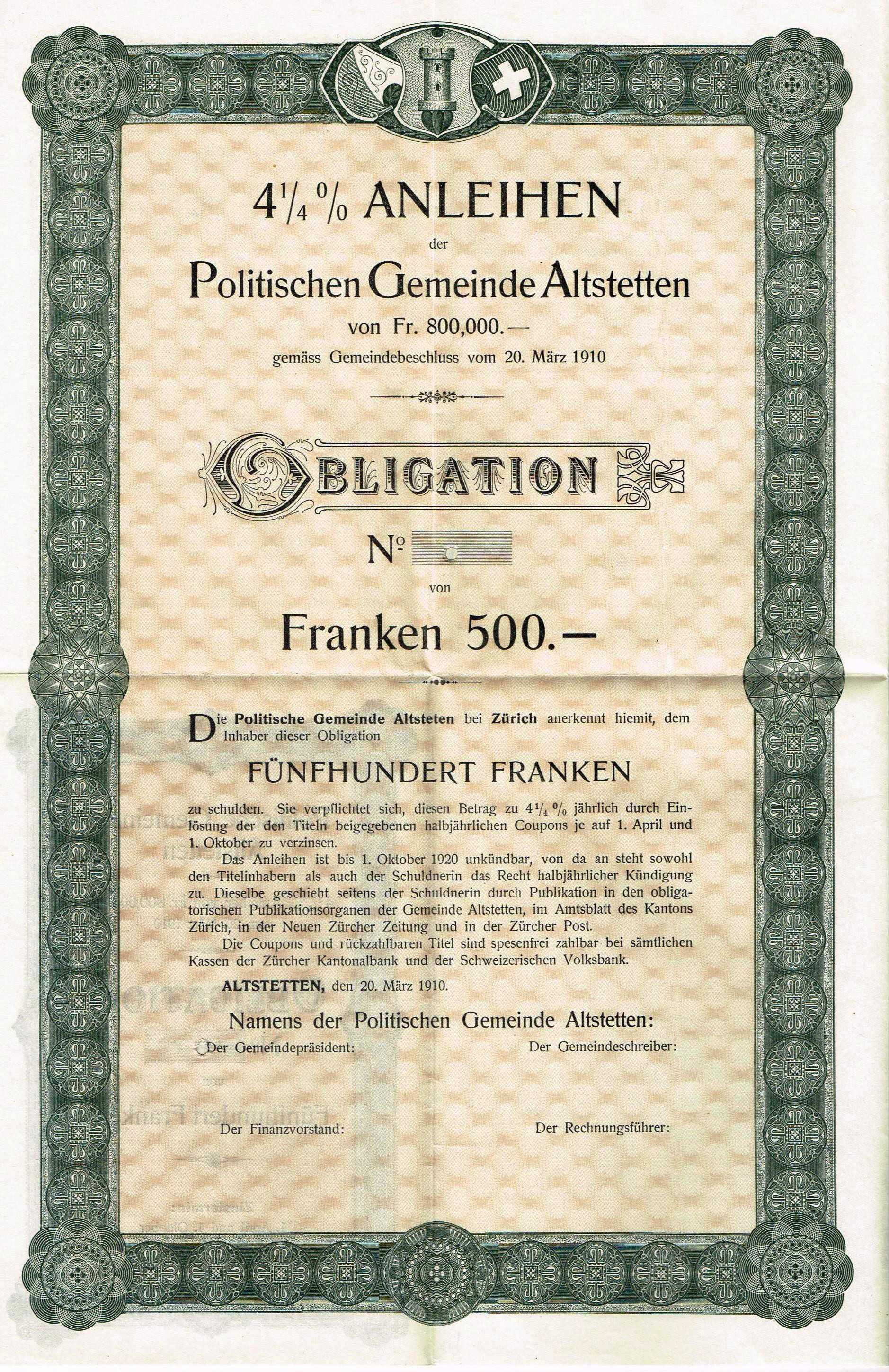
Obligation über 500 Franken der politischen Gemeinde Altstetten vom 20. März 1910

Das Gebiet des heutigen Altstettens muss bereits in vorchristlicher Zeit besiedelt gewesen sein. Beim Letzigraben wurde ein Gräberfeld aus der La Tène-Periode aufgedeckt, im Loogarten wurde aus der späten Bronzezeit eine Gewandfibel und die Goldschale von Altstetten gefunden.
In der Hauptbesiedlungszeit der Römer um 15 v. Chr. standen wenige Bauten auf dem Kirchenhügel, beim Salzweg und auf dem Karstenbühl, heute Gebiet der Firma Micafil. Die Römerstrasse von Chur (Curia Raetorum) über Zürich (Turicum) nach Baden (Aquae Helveticae) verlief über Altstetter Boden. Die Eugen-Huber-Strasse hiess bis 1933 Römerstrasse.
Der Ortsname ist erstmals 1249 bezeugt als Altstetin, eine alemannische Bildung mit der Bedeutung ‹bei den alten Wohnstätten›.
Das Aussterben der Grafen von Lenzburg und die Teilung des Zürichgaus bringt Altstetten 1173 unter die Obhut der Grafen von Kyburg und später der Habsburger. Von den Kyburgern war Altstetten ausserdem für lange Zeit an die Herren von Schönenwerd verliehen. 1297 wird erstmals das Geschlecht von Altstetten erwähnt.
Die Stadt Zürich trat 1351 dem Bund der Alten Eidgenossenschaft bei. Altstetten bleibt unter habsburgischer Oberherrschaft.
Im Jahr 1410 wird die Taverne Blaue Ente an der (heutigen) Badenerstrasse 663 eröffnet.
Am 17. Januar 1432 kam die Vogtei Altstetten durch Verkauf zur Stadt Zürich und blieb bis zum Umsturz von 1798 unter dem Regiment und der Verwaltung der Stadt. Das Hochgericht blieb bei den Habsburgern beziehungsweise der Grafschaft Baden, die bis 1798 von den «Acht Alten Orten» verwaltet wurde.
1443 wurde Altstetten von den Eidgenossen eingeäschert.
Aus dem Jahr 1488 stammt die älteste Darstellung des heutigen Wappenbildes – Turm auf Dreiberg – als Wappen der Familie «von Altstetten».
Im Jahr 1515 namen 27 namentlich bekannte Altstetter Bürger an der Schlacht bei Marignano teil; vier von ihnen fielen in der Schlacht.
1629 zählte die Altstetter Rotte 70 Mann, die mit Musketen, Harnischen, Halbarten und Spießen ausgerüstet waren.
1773 wurde der erste Dorfbrunnen errichtet. Im Kopf des Brunnenstockes ist das Wegeisen-Wappen angebracht, das der Gemeinde von 1770 bis 1896 diente. Der Brunnen steht heute auf dem Lindenplatz. Die Einquartierung von französischen Soldaten 1798/99 brachte Schäden, die erst nach Jahrzehnten beseitigt werden konnten.
Die Inbetriebnahme der Eisenbahnstrecke Zürich–Baden der Schweizerischen Nordbahn («Spanisch-Brötli-Bahn») im Jahr 1847 und die Eröffnung des Bahnhofs Altstetten begünstigten das Aufblühen und die Entwicklung Altstettens.
In Stammheim kam am 13. Juli 1849 im Doktorhaus Eugen Huber, der Rechtslehrer und Schöpfer des Schweizerischen Zivilgesetzbuches, zur Welt. Huber war sowohl väterlicher- wie auch mütterlicherseits ein Altstetter.
Im April 1890 erschien in Altstetten erstmals der «Anzeiger für das Limmattal», anfänglich nur am Samstag. Mit der täglichen Herausgabe änderte er 1930 den Namen in «Limmattaler Tagblatt».
Den im Jahr 1890 ungefähr 1700 Einwohnern standen 13 Gaststätten offen. Das Bahnabonnement für jährlich 360 Retourfahrten in die Stadt kostete 36 Franken. Acht industrielle Betriebe beschäftigten 426 Personen, davon sind mehr als die Hälfte Frauen.
Der Quadratfuss Land kostete 1895 in der Nähe der Bahnlinie Fr. 1.50 und an der Bahnhofstrasse, heute Altstetterstrasse, 3 Franken.
1920 transportierte die Limmattal-Strassenbahn jährlich beinahe zwei Millionen Personen.
Im Jahr 1934 wurde die selbständige Gemeinde Altstetten zu einem Quartier der Stadt Zürich. Am 24. Februar wurde der Quartierverein Altstetten gegründet. Erster Präsident war Carl Forster, der letzte Gemeindepräsident. Am 2. Juni wurde die Zunft zur Letzi gegründet. 1937 wurde das Schulhaus Kappeli eingeweiht; 1961 das Schulhaus Buchlern.

Luftbild (1965)

1966 folgt der Bahnhof Altstetten als frühes Hochhaus in Zürich.
1967 wurde das Kirchliche Gemeindezentrum Altstetten – jedoch nicht nach den Plänen des Architekturwettbewerbgewinners Alvar Aalto – erstellt.
Die Autobahn N1 auf dem Gebiet von Altstetten wurde 1971 fertiggestellt. Das teure Zürich macht sich bemerkbar, nachdem für die 1,6 km lange, ebene Strecke zwischen Juchhof und Hardturm-Stadion mehr als 70 Millionen Franken aufgewendet werden mussten.

## Bevölkerungsentwicklung des Quartiers
Quelle:Statistik & Daten: Altstetten

## Kirchen und Religionen

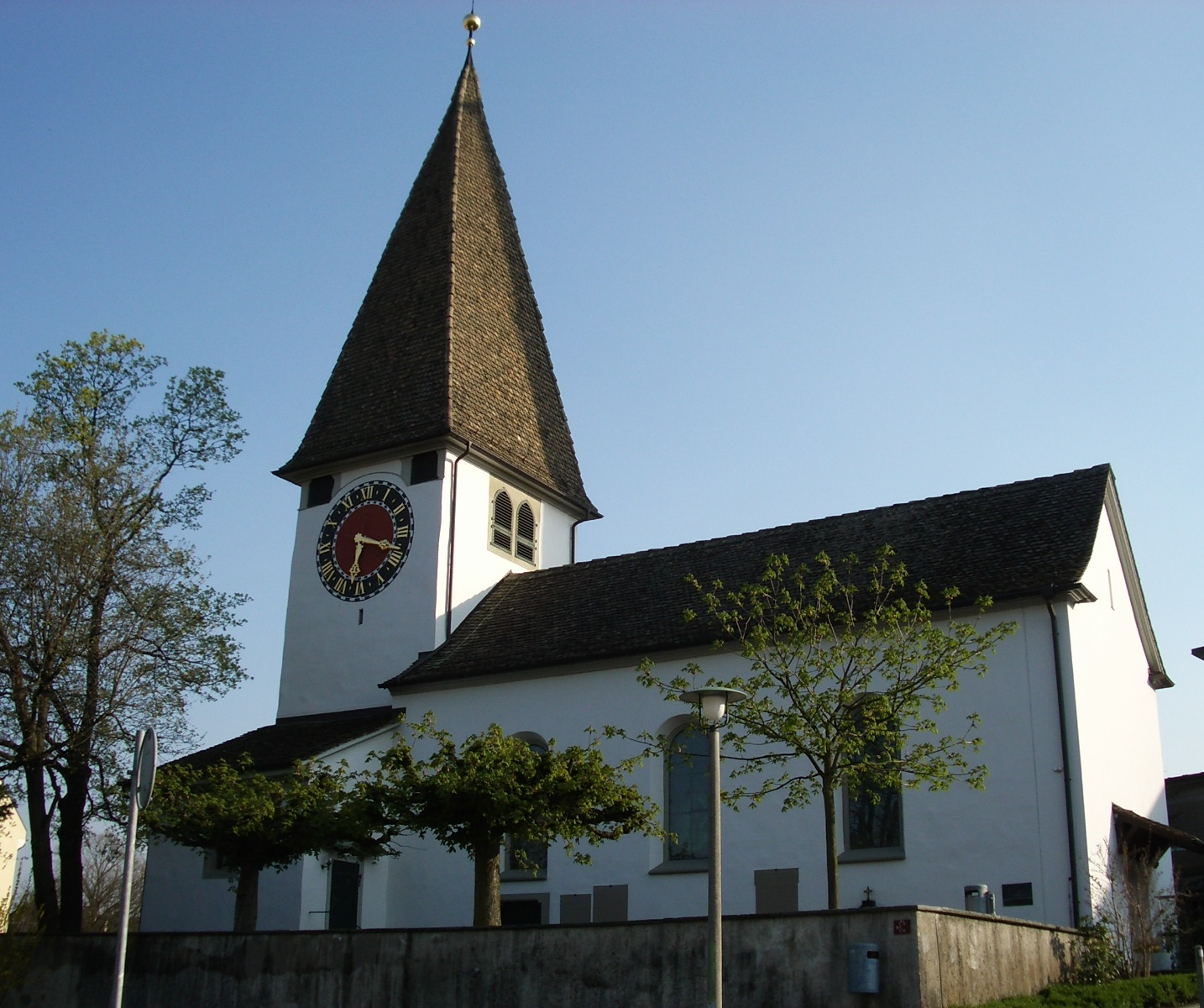
Alte reformierte Kirche

### Kirchengeschichte bis zur Reformation
In Altstetten gab es im Mittelalter eine Wallfahrtskapelle Unserer lieben Frau, welche eine Filialkapelle von St. Peter (Zürich) war. Diese Kapelle wurde 1266 erstmals urkundlich erwähnt. Das Kirchenpatronat dieser Kapelle kam zusammen mit der Mutterpfarrei St. Peter 1345 an den Bürgermeister Rudolf Brun, nach seinem Tod 1360 ans Spital in Zürich. Die Kapelle hatte seit 1418 einen eigenen Kaplan und war ein beliebter Wallfahrtsort, zu dem die Stadt Zürich jährlich fünf Prozessionen hielt und zu dem Birmenstorf AG am Tag nach Christi Himmelfahrt pilgerte. 1517 stellte Kardinal Matthäus Schiner auf Bitten des Leutpriesters am Grossmünster, Erhard Blattmann, des Vorgängers von Zwingli, einen Ablassbrief aus für Teilnehmer an den Wallfahrten und am Totengedächtnis der Wohltäter in der Kapelle in Altstetten.

### Kirchen und religiöse Zentren heute

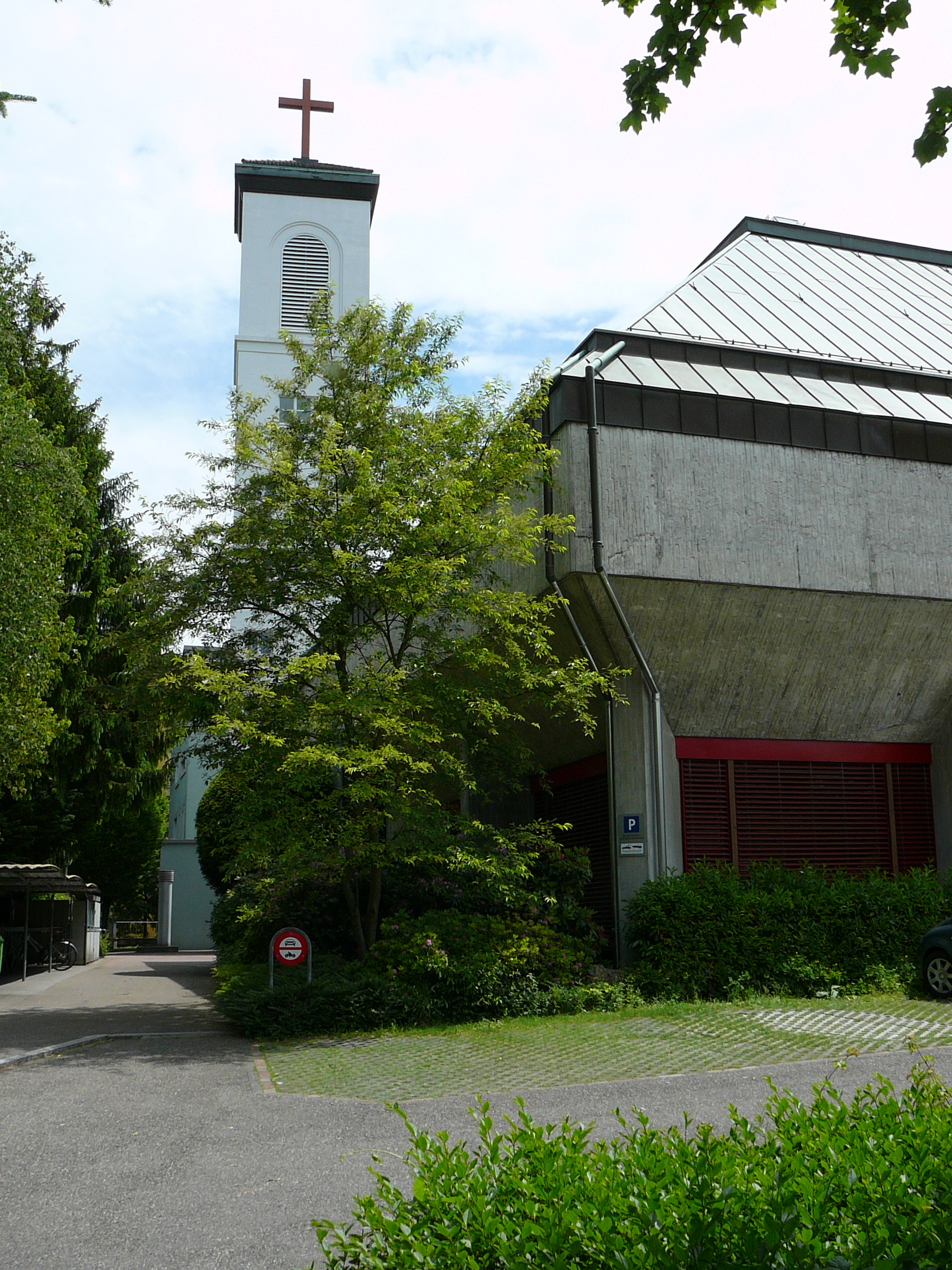
Katholische Kirche Heilig Kreuz

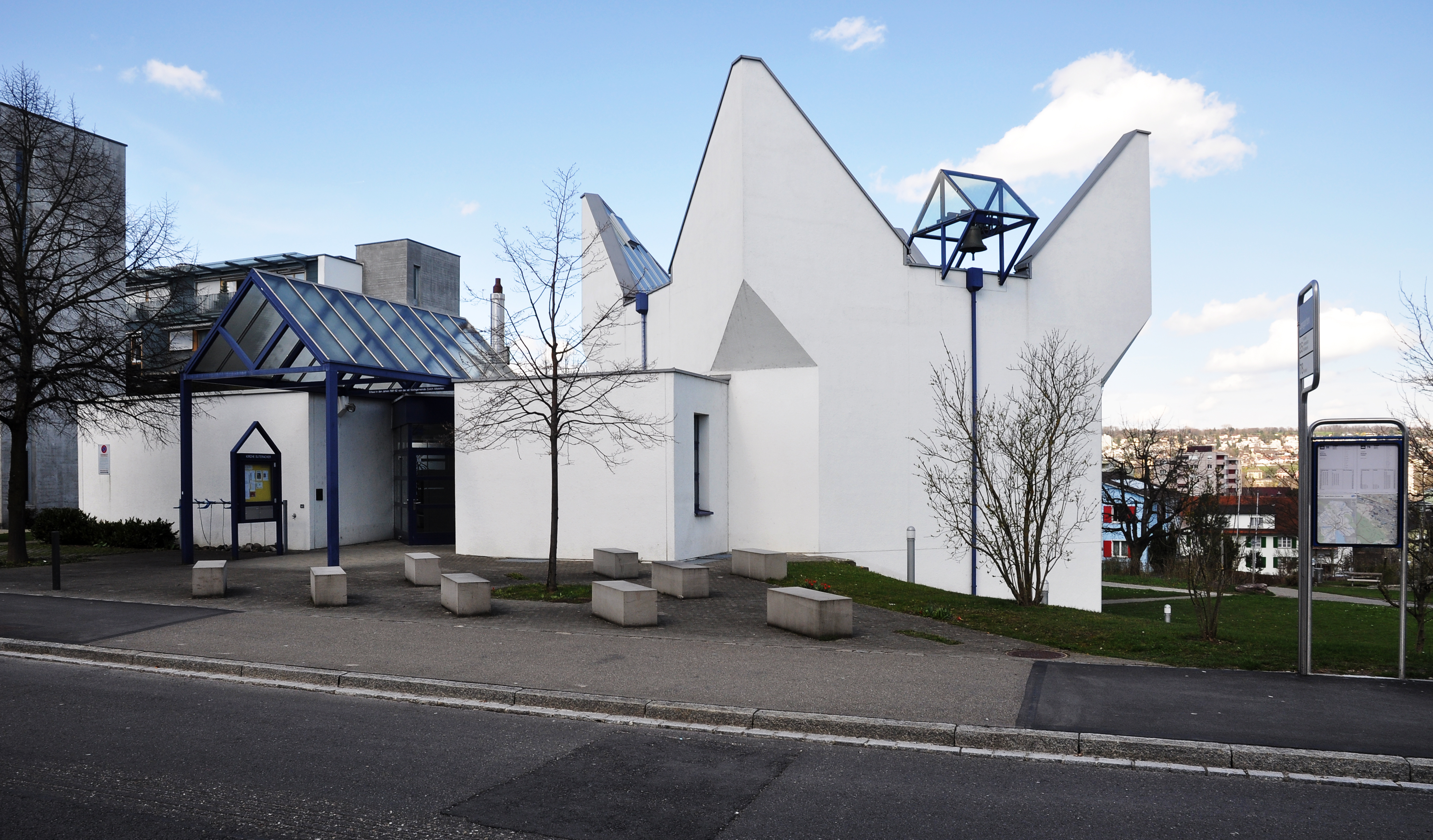
Reformierte Kirche Im Suteracher

In Altstetten gibt es heute einige Kirchen und Gotteshäuser:
Die evangelisch-reformierte Kirche besitzt in Altstetten vier Kirchen:
- Die Alte Kirche Altstetten, die auf eine frühromanische Kirche aus dem 11. Jahrhundert zurückgeht. Die heutige Kirche wurde um das Jahr 1303 als Dorf- und Wallfahrtskirche erbaut. Im Jahr 1418 erfolgte der Neubau von Schiff und Sakristei und im Jahr 1485 wurde das Sternengewölbe eingebaut. In den Jahren 1761 und 1842 erfolgten Umbauten bzw. die Verlängerung des Langhauses. Diese Verlängerung wurde in den Jahren 1938–1941 wieder zurückgebaut. Im Jahr 1941 wurde der Friedhof bei der Kirche aufgehoben. Bei der Renovation in den Jahren 1974–1975 wurde beim Turmaufgang ein Pfarrzimmer eingebaut. An der Nordseite der alten reformierten Kirche ist eine Bronzetafel mit folgendem Text angebracht: In den Jahren 1938–1941, mitten in harter Kriegszeit, wurde diese Kirche gänzlich renoviert und eine neue daneben gebaut. Die Ausgrabungen ergaben Überreste einer römischen Villa Rustica und die Grundmauern von zwei romanischen Kirchen aus dem 11. und 13. Jahrhundert. Die Zeit vergeht, das Gotteswort bleibt in Ewigkeit. Am 30. November 1941. Die Kirchenpflege.
- Die Neue Kirche Altstetten, auch Grosse Kirche Altstetten genannt. Sie wurde nach Plänen des Architekten Werner Max Moser in den Jahren 1939–1941 erbaut und 1942 fertiggestellt. Die Kirche erhielt die Auszeichnung für gute Bauten der Stadt Zürich.
- Die Kirche Suteracher, die 1981–1982 vom Architekten Benedikt Huber in der Nähe des Farbhofs erbaut wurde. Die Kirche weist eine Kronenform auf und besticht durch die geschickte Lichtführung im Innenraum. Sie erhielt im Jahr 1985 die Auszeichnung für gute Bauten der Stadt Zürich. Neben der reformierten Gemeinde feiert auch die katholische Pfarrei von Altstetten in dieser Kirche regelmässig Gottesdienste.
- Das Chilehuus Grüenau, das 1990 nach Plänen des Architekten Werner Gysel erbaut wurde und in der Grundstruktur einer römischen Villa mit Atrium nachempfunden wurde. In diesem kirchlichen Gebäude werden von mehreren Religionen und Konfessionen Gottesdienste abgehalten. Als erste Kirche der Stadt Zürich erhielt das Chilehuus Grüenau mit der Allen-Digital-Orgel eine elektronische Orgel.

Die römisch-katholische Kirche ist im Quartier Altstetten mit der Pfarrei Heilig-Kreuz präsent.
- Die Kirche Heilig Kreuz wurde in den Jahren 1977–1979 vom Architekten Dezsö Ercsi erbaut und steht an der Saumackerstrasse. Diese Kirche ist der jüngste Kirchenneubau der katholischen Kirche in der Stadt Zürich und ersetzt eine im Jahr 1900 erbaute Vorgängerkirche.

Die evangelisch-methodistische Kirche verfügt im Quartier über eine Kapelle.
Weiter gibt es in Altstetten folgende religiöse Zentren:
- Das Zoe Gospel Center Altstetten befindet sich in einem 1964 erbauten Geschäftshaus an der Badenerstrasse. Es wurde 1998 eingeweiht.
- Das Kadampa ist ein buddhistisches Meditationszentrum, das sich in einem Wohn- und Geschäftshaus an der Mirabellenstrasse seit dem Jahr 2003 befindet.

## Wirtschaft und Infrastruktur
In Altstetten sind etliche Kleingewerbebetriebe ansässig; viele Arbeitsplätze sind hingegen im Informatik-, Bank- und Dienstleistungsgewerbe angesiedelt. Zu erwähnen sind sicherlich UBS, IBM, Hitachi Micafil Standpunkt.
In Altstetten befindet sich seit 1975 die Zentralwerkstätte der Verkehrsbetriebe Zürich (VBZ). Auf dem Areal ist seit 1993 im neuen Verwaltungsbau «Silberwürfel» auch das operative Betriebszentrum der VBZ angesiedelt.
In Altstetten befinden sich zwei Friedhöfe unterschiedlichen Charakters: Der Friedhof Altstetten aus dem Jahr 1908 ist ein traditioneller Quartierfriedhof, der als Besonderheit das Gemeinschaftsgrab in den Rosen besitzt. Der Friedhof Eichbühl aus dem Jahr 1968 gilt als eines der bedeutendsten Werke Schweizerischer Landschaftsarchitektur.

## Sehenswürdigkeiten / Architektur

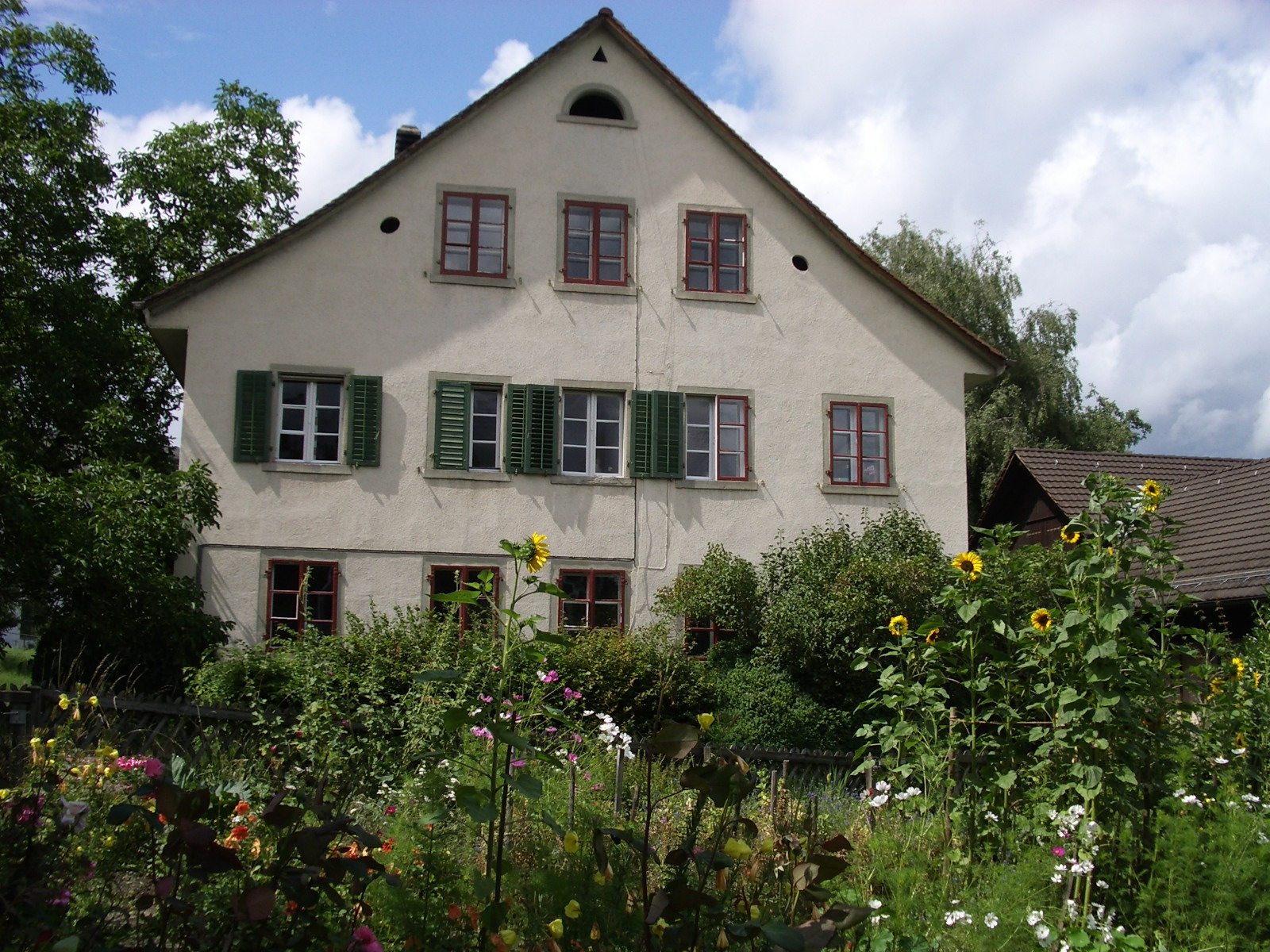
Zeuge früher Industrialisierung: ehemaliges Bauernhaus mit Seidenzwirnerei

Das Quartier konnte den ursprünglich dörflichen Charakter in der früheren Ortsmitte kaum bewahren. Besonders in der zweiten Hälfte des 20. Jahrhunderts ist Altstetten durch eine enorme Bautätigkeit stark gewachsen. Neben einigen Bausünden findet man in Altstetten aber auch Architektur auf hohem Niveau: Die neue reformierte Kirche von Werner Max Moser gilt als Bau, welcher sehr gut neben die alte Kirche passt. Das Bahnhofsgebäude von Max Vogt ist ein preisgekröntes Hochhaus. Auch das Bürogebäude der Helvetia Patria-Versicherung beim Bahnhof ist von guter Qualität. Das IBM-Hauptquartier von Max Dudler ist zudem ein energetisch effizientes Hochhaus.
Der heutige Bahnhof Zürich Altstetten ist aus architektonischer Sicht eine der wichtigsten Bauten der SBB und mit ein Grund, weshalb diese 2005 den Wakkerpreis für eine hochstehende Baukultur erhalten haben.

## Persönlichkeiten
- Stefan Gabriel (1570–1638), evangelisch-reformierter Pfarrer in Altstetten 1623–1626
- Emilie Kempin-Spyri (1853–1901), erste Schweizerin, die in der Schweiz als Juristin promoviert wurde und habilitierte
- Gustav Gull (1858–1942), Architekt
- Jacques Schmid (1882–1960), Redaktor und Politiker, Nationalrat
- Otto Baumberger (1889–1961), Zürcher Plakatkünstler, Maler und Bühnenbildner
- Ernst Sieber (1927–2018), evangelisch-reformierter Pfarrer in Altstetten 1967–1992

## Sport und Freizeit
Sportstätten:
- Stadion Letzigrund
- Hallenbad Altstetten
- Sportplatz Buchlern
- Sportplatz Juchhof 1 und 2
- Sportplatz Hardhof (Grünau)
- Finnenbahn (besteht seit 1977)
- Gemeinschaftszentrum (GZ) Loogarten
- Gemeinschaftszentrum (GZ) Grünau
- Gemeinschaftszentrum (GZ) Bachwiesen